# 満願寺 (行田市)
満願寺（まんがんじ）は、埼玉県行田市にある真言宗智山派の寺院である。山号は胎智山。歓喜天を祀り、東国花の寺百ヶ寺埼玉11番札所、行田救済観音霊場の第15番札所である。
3月下旬には境内のシダレザクラが満開となり、市内や隣接する鴻巣市（特に旧川里町地域）からも多くの見物客が訪れる。
住職の和賀氏は真福寺の住職も兼ねている。

## 交通アクセス
- JR東日本高崎線北鴻巣駅から車で20分